# Prisca Philip
Prisca Philip (sinh ngày 1 tháng 3 năm 1968) là một vận động viên chạy nước rút người Barbados. Bà đã thi đấu ở nội dung 200 mét nữ tại Thế vận hội Mùa hè 1992.